# Dơi quạ Lombok
Pteropus lombocensis là một loài động vật có vú trong họ Dơi quạ, bộ Dơi. Loài này được Dobson mô tả năm 1878.

## Hình ảnh